# Muanda
Muanda – miasto w Demokratycznej Republice Konga, w prowincji Kongo Środkowe, nad  Oceanem Atlantyckim. W 2010 liczyło 86 896 mieszkańców. W mieście znajduje się port lotniczy Muanda.